# ستيفن إرلانغر
ستيفن إرلانغر (بالإنجليزية: Steven Erlanger)‏ هو صحفي أمريكي، ولد في 1952 في كونيتيكت في الولايات المتحدة.